# Gmina Brenna
Die Gmina Brenna ist eine Landgemeinde im Powiat Cieszyński in der Woiwodschaft Schlesien in Polen. Ihr Sitz ist das gleichnamige Dorf mit etwa 6100 Einwohnern. 

## Geographie

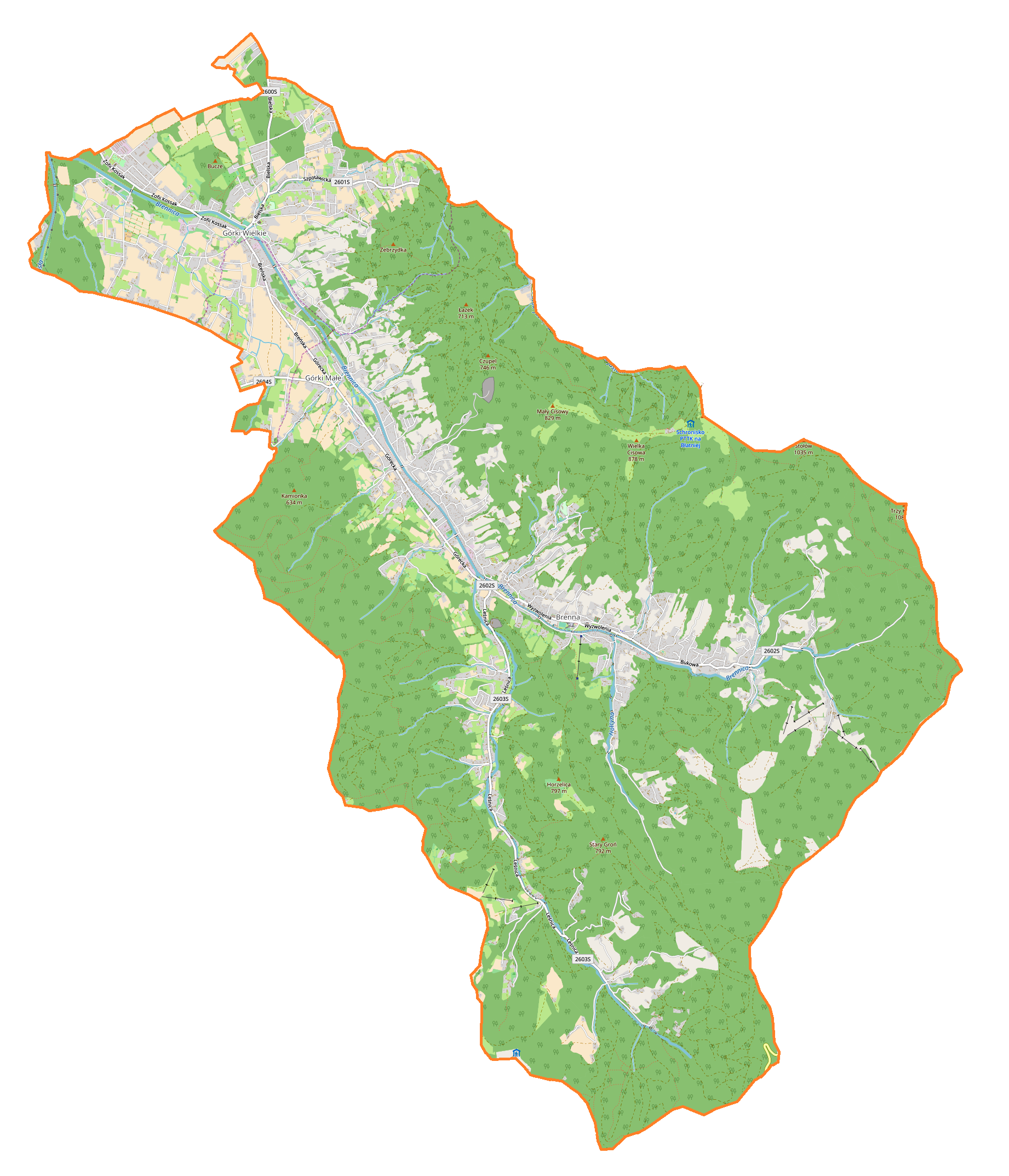
Karte der Gemeinde

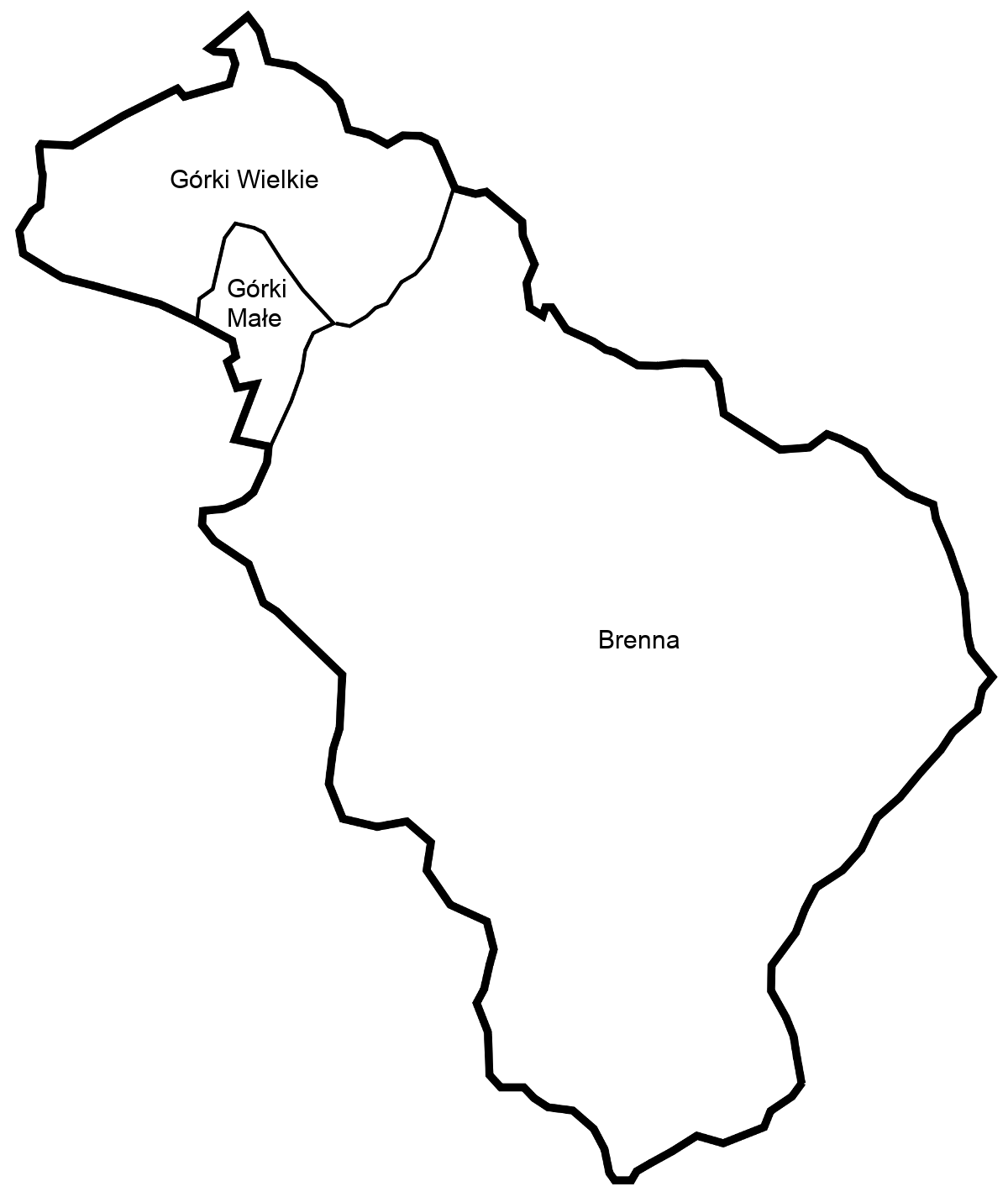
Schulzenämter

Die Landgemeinde liegt in den Schlesischen Beskiden. Nachbargemeinden sind Skoczów im Nordwesten, Jasienica, Jaworze sowie Bielsko-Biała im Nordosten, Szczyrk im Osten, Wisła im Süden und Ustroń im Westen. Die Kreisstadt Cieszyn (deutsch Teschen) liegt etwa 20 Kilometer westlich, Katowice (Kattowitz) etwa 60 Kilometer nördlich.
Die Gemeinde hat eine Fläche von 95,54 km², die zu 30 Prozent land- und zu 64 Prozent forstwirtschaftlich genutzt wird. Die Brennica durchzieht die Gemeinde und ihren Hauptort. Ihre Mündung in die Weichsel ist mit 300 Metern der tiefste Punkt der Gemeinde, während der Gipfel des Trzy Kopce 1082 Meter erreicht.

## Geschichte
Die Gemeinde wurde 1973 in ihrem gegenwärtigen Zuschnitt gebildet. Ihr Gebiet kam 1950 zur Woiwodschaft Katowice, die 1953–1956 den Namen Stalinogrodzkie erhielt. Von 1975 bis 1998 kam die Landgemeinde zur Woiwodschaft Bielsko-Biała, der Powiat wurde in dieser Zeit aufgelöst. Zum 1. Januar 1999 kam die Gemeinde zur Woiwodschaft Schlesien und wieder zum Powiat Cieszyński. Sie gehört auch zur Euroregion Śląsk Cieszyński (Teschener Schlesien).

## Gliederung
Zur Landgemeinde Brenna (gmina wiejska) gehören drei Dörfer mit einem Schulzenamt (sołectwo):
- Brenna
- Górki Wielkie
- Górki Małe

## Politik

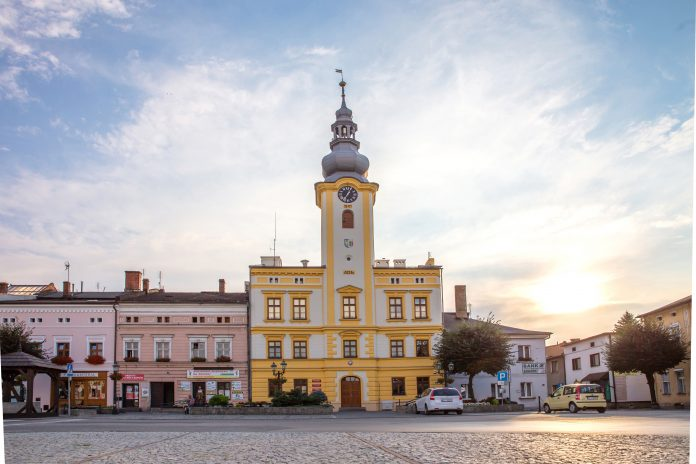
Rathaus

### Gemeindevorsteher
An der Spitze der Verwaltung steht der Gemeindevorsteher. Seit 2014 war dies Jerzy Pilch, der 2024 nicht mehr antrat. Bei der turnusmäßigen Wahl 2024 wurde folgendes Ergebnis ermittelt:
- Andrzej Kozieł (Wahlkomitee „Verantwortliche Entwicklung“) 66,0 % der Stimmen
- Magdalena Gruszczyk (Wahlkomitee „Magdalena Gruszczyk – Zeit für Veränderung“) 24,4 % der Stimmen
- Piotr Heller (Wahlkomitee „Wähler mit Grund“) 9,6 % der Stimmen

Damit wurde Andrzej Kozieł bereits im ersten Wahlgang zum neuen Gemeindevorsteher gewählt.
Bei der turnusmäßigen Wahl im Oktober 2018 wurde Jerzy Pilch ohne Gegenkandidaten mit 87,3 % der Stimmen wiedergewählt.

### Gemeinderat
Der Gemeinderat von Brenna besteht aus 15 Mitgliedern. Die Wahl 2024 führte zu folgendem Ergebnis:
- Wahlkomitee „Verantwortliche Entwicklung“ 58,9 % der Stimmen, 15 Sitze
- Wahlkomitee „Magdalena Gruszczyk – Zeit für Veränderung“ 29,0 % der Stimmen, kein Sitz
- Wahlkomitee „Wähler mit Grund“ 8,9 % der Stimmen, kein Sitz
- Wahlkomitee „Gemeinsam für Bąków“ 3,2 % der Stimmen, kein Sitz

Die Wahl 2018 führte zu folgendem Ergebnis:
- Wahlkomitee „Gemeinsames Ziel“ 66,1 % der Stimmen, 15 Sitze
- Prawo i Sprawiedliwość (PiS) 22,2 % der Stimmen, kein Sitz
- Wahlkomitee „Warum nicht, Brenna“ 11,7 % der Stimmen, kein Sitz

## Bildung
Neben zwei Grundschulen (szkoła podstawowa) besteht eine Mittelschule (gimnazjum).